# Henriëtte Gesina Numans
Henriëtte Gesina Numans (* 15. August 1877 in Sintang, Indonesien; † 11. Mai 1955 in Zeist) war eine niederländische Malerin.

## Leben und Werk
Henriëtte Gesina Numans wurde am 15. August 1877 geboren. Ihre Eltern waren Rombout Numans und Elisabeth Catharina Margaretha Willet. Am 1. Dezember 1903 heiratete sie den Maler und Steuerbeamten Waalko Jans Dingemans. Mit ihm hatte sie einen Sohn, der den Namen des Vaters trug und ebenfalls Maler wurde. Numans lebte 1904 in Den Haag, bis 1911 in Nieuwkoop, bis 1923 in Gorinchem, bis 1954 in Haarlem, dann in Zeist.
Sie studierte an der Koninklijke Academie van Beeldende Kunsten in Den Haag. Ihre Lehrer waren Johannes Evert Hendrik Akkeringa und Hendrik Otto van Thol. Sie war Mitglied mehrerer Künstlervereinigungen wie der Kunst Zij Ons Doel, Arti et Amicitiae und der Kunstenaarsvereniging Sint Lucas. Sie nahm an den Ausstellungen der Vereinigungen regelmäßig teil.
Henriëtte Gesina Dingemans starb am 11. Mai 1955 in Zeist.